# Axel Scheffler

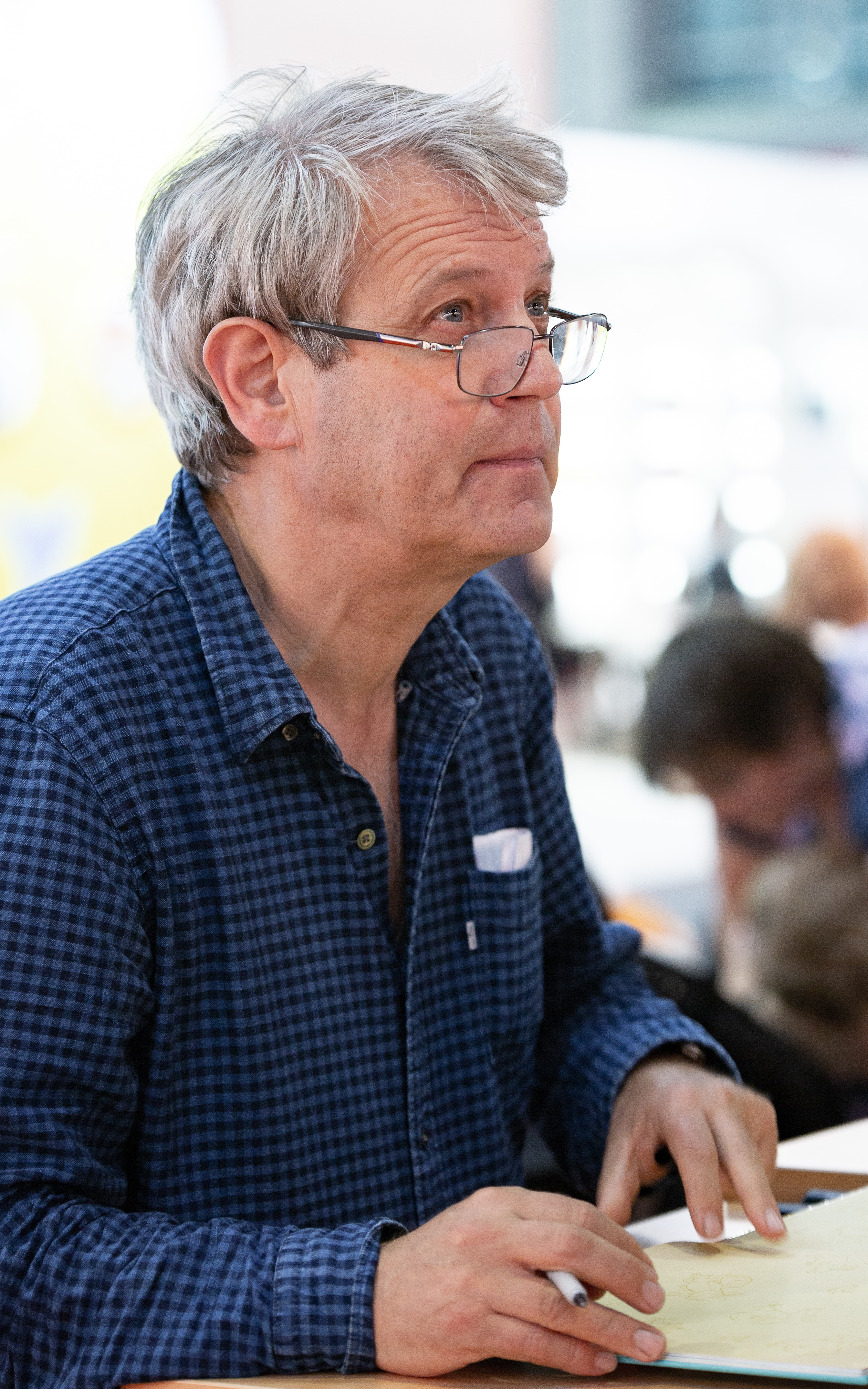
Axel Scheffler 2018 auf der Frankfurter Buchmesse

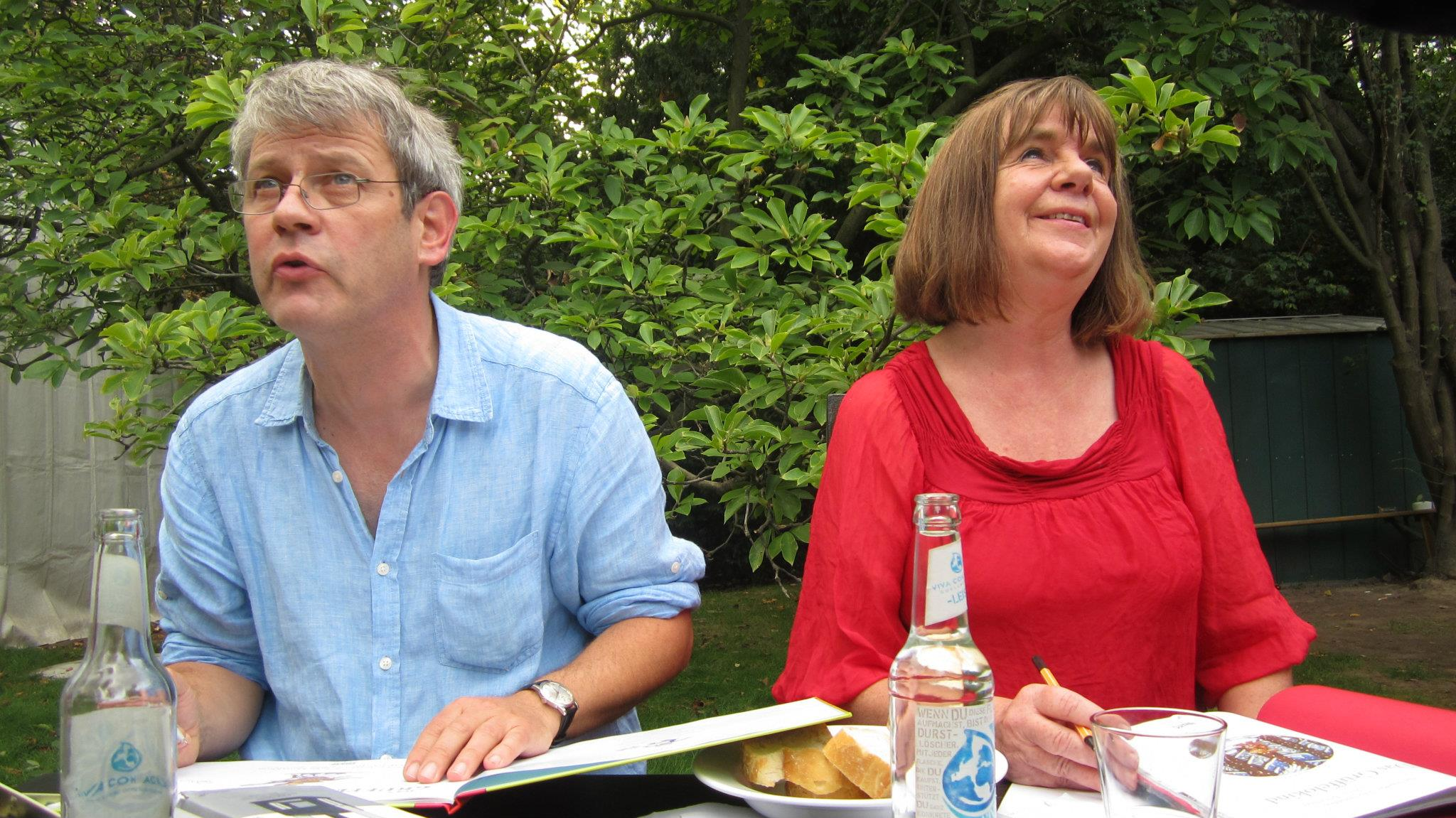
Axel Scheffler mit Julia Donaldson (2011 beim Kinder- und Jugendprogramm des Internationalen Literaturfestivals Berlin)

Axel Scheffler (* 12. Dezember 1957 in Hamburg) ist ein deutscher Illustrator und Autor von Bilderbüchern. Mit dem von ihm illustrierten Buch Der Grüffelo wurde er zu einem der erfolgreichsten Bilderbuchillustratoren weltweit.
Scheffler beginnt die Illustration eines Buches zunächst mit ersten Skizzen und überträgt diese auf Aquarellpapier. Anschließend grundiert er sie mit Wasserfarben, übermalt mit Buntstiften und zeichnet die Konturen mit einer schwarzen Feder nach. 

## Leben und Werk
Schon als Kind hat Scheffler viel gezeichnet. Er bewarb sich an einer Kunstschule, um Lehrer zu werden. Nach einer Ablehnung begann er ein Studium der Kunstgeschichte in Hamburg, fand jedoch keinen Gefallen am akademischen Arbeiten und absolvierte stattdessen einen 16-monatigen Zivildienst mit psychisch kranken Menschen.
1982 ging er ins englische Corsham, um dort an der Bath Academy of Art Grafik zu studieren. Der Kurs beinhaltete auch einen Aufenthalt an der Cooper Union in New York.
Scheffler wohnt und arbeitet seit 1986 in London. Er ist mit einer Französin verheiratet und hat eine Tochter.
Scheffler ist bekannt für seine Zusammenarbeit mit der britischen Autorin Julia Donaldson, für die er unter anderem 1999 den Kinderbuch-Bestseller Der Grüffelo (Originaltitel: The Gruffalo) illustrierte. „Der Grüffelo“ verkaufte sich bis 2010 weltweit mehr als 10,5 Millionen Mal und wurde in mehr als 40 Sprachen übersetzt.
Auch weitere Bücher des Duos Donaldson-Scheffler sind sehr erfolgreich. Für Hund und Katz ist auch noch Platz (Originaltitel: Room on the Broom) verkaufte sich weltweit mehr als eine Million Mal.
Scheffler hat über 100 Kinderbücher illustriert. 2006 gestaltete er die offizielle Weihnachtskarte des britischen Finanzministeriums unter Gordon Brown. 2009 wurde der Trickfilm Der Grüffelo veröffentlicht und von 9,8 Millionen Menschen gesehen. Inzwischen wurden außerdem Das Grüffelokind, Für Hund und Katz ist auch noch Platz, Stockmann und Räuber Ratte verfilmt. 2012 bat die britische Post Scheffler, ihre Weihnachtsbriefmarken zu gestalten.
Der Verlag Methuen Publishing verlangte, dass Scheffler im Buch A Squash and a Sqeeze für den amerikanischen Markt das Euter einer sitzenden Ziege entferne.
Axel Schefflers illustratives Schaffen wurde in Kurz-Dokumentarfilmen dargestellt, unter anderem in Axel Scheffler on „Pip and Posy“ (2011) und Der Grüffelo-Zeichner Axel Scheffler (2012).

## Presseschau
Über den künstlerischen Stil von Axel Scheffler
- FAZ: „Scheffler malt meist in dem Format, das später auch die gedruckte Version haben wird – und er liebt Vignetten. Was dann also in winzigen Tableaus etwa zu einer bislang noch nicht auf Deutsch erschienenen Bilderbuchversion von „Mother Goose’s Nursery Rhymes“ vor einem hängt, das erinnert nicht nur im Format, sondern auch in Farbintensität wie -subtilität an die Bilder illuminierter Handschriften. Der Begriff passt auch deshalb, weil Scheffler die Zeichnungen buchstäblich erstrahlen lässt, seine Leuchtkraft macht ihn so ergiebig: In den minutiös gestalteten Sonnenuntergängen, Sternennächten in der Wüste oder ungepflasterten Hofböden steckt ein solches Farbspektrum, dass jedes Druckverfahren überfordert sein muss. Wie sollte man etwa das blassgelbe, sich auflösende Streulicht einer Laterne reproduzieren, das Scheffler wie einen Schemen anzulegen weiß? All das wirkt durch die Niedlichkeit der Figuren und die oberflächlich kunterbunte Farbenpracht, die sich erst unter der Lupe als meisterhafte Abstufung unzähliger Schattierungen erweist, eher wie naive Malerei. Das macht Scheffler bei Kindern so beliebt. Doch er ist ein hinterhältiger Populist, weil er dem unschuldigen Betrachter ein schleichendes Qualitätsbewusstsein vermittelt. Wer diese Bücher liest, lernt sehen.“[8]
- FAZ: „Aber Text ist bei einem guten Bilderbuch nur die halbe Miete. Axel Schefflers Illustrationen zeigen, was Julia Donaldson meint, manchmal auch mehr. Er schafft einen Kosmos, der die Phantasie beflügelt, weil Menschen, Tiere und Fabelwesen dort wie selbstverständlich miteinander leben. Letzteren, vom Eichhörnchen bis zum animierten Holzstock, ist keine menschliche Regung fremd. Schreck und Witz, Glück und Leid, alles hat seinen Platz – und sieht in Schefflers übersatten Farben, klar konturiert, immer aus wie eine heile Welt. Das gefällt den Kleinsten, fasziniert auch ältere Kinder und macht selbst Eltern als Endloswiederholung Spaß.“[9]
- FAZ: „Wer Axel Schefflers Bildern vorschnell auf den Leim geht, der sieht nur Kulleraugen und Niedlichkeit. Nicht, dass es das dort nicht gäbe, auch nicht, dass dagegen etwas einzuwenden wäre, wenn es mit solcher Kunstfertigkeit und Raffinesse ausgeführt ist und wenn die klaren Konturen der zentralen Zeichnungen von so vielen zauberhaften kleinen Details am Rand umspielt werden. Sie stiften Chaos, wo Eindeutigkeit droht, sie legen neue Fährten und dröseln den Erzählstrang genüsslich auf. Und das mitunter im Einklang mit dem Text: „Das Lieblingsbuch von Benni Stern“ etwa, geschrieben von Julia Donaldson und gezeichnet von Axel Scheffler, erzählt von einem Jungen, der gerade ein Piratenbuch liest. Darin steht, wie ein Piratenkapitän auf einer Insel in einer Schatzkiste ein Buch findet, das wiederum von drei Bären erzählt, die am liebsten Rittergeschichten lesen, und so geht das immer weiter. Am Ende schwirrt einem der Kopf bei so viel verschachtelten Büchern, und Schefflers Bilder wirbeln munter mit, weisen listig vor und zurück und machen so aus der linearen Erzählung ein Tableau, das ganz richtig auf der letzten Seite wieder bei Benni Stern angekommen ist.“[10]

## Bibliografie (Auswahl)
| Erstausgabe | Titel                             | Text         | Verlag (Ort)                 | ISBN                   | Übersetzung Titel | Übersetzung Verlag (Ort)   | Übersetzung ISBN       | Übersetzer   | Anmerkungen                                                                            |
| ----------- | --------------------------------- | ------------ | ---------------------------- | ---------------------- | ----------------- | -------------------------- | ---------------------- | ------------ | -------------------------------------------------------------------------------------- |
| 1992        | Daley B.                          | Jon Blake    | Walker Books (London)        | ISBN 978-1-4063-3996-3 | He Duda           | Beltz & Gelberg (Weinheim) | ISBN 978-3-407-79380-5 | Salah Naoura | 1994 Neuveröffentlichung in englischer Sprache unter dem Titel You´re a Hero, Daley B. |
| 1994        | Sam, who was swallowed by a shark | Phyllis Root | Candlewick Press (Cambridge) | ISBN 978-1-4063-4424-0 | Sam und das Meer  | Beltz & Gelberg (Weinheim) | ISBN 978-3-407-76035-7 | Salah Naoura | 2013 Neuveröffentlichung in englischer Sprache unter dem Titel Sam Who Went To Sea     |

- Verbiesterte Welt. 1992 (Das Tolle Heft 6)
- Axel Scheffler, Julia Donaldson: Die hässlichen Fünf. Beltz Verlag 2017, ISBN 978-3-407-82305-2.
- Kate Petty: Ben und sein Schmetterlingsgarten. Ein Klapp-Bilderbuch mit echten Samen. Beltz Verlag, Weinheim 1999, ISBN 3-407-79229-8.
- Julia Donaldson: Der Fuchs sucht seine Socken. Beltz Verlag, Weinheim 2000, ISBN 3-407-79260-3. (Originaltitel: Fox’s Socks)
- Julia Donaldson: Der Bär schreibt heute Briefe. Beltz Verlag, Weinheim 2000, ISBN 3-407-79261-1. (Originaltitel: Postman Bear)
- Julia Donaldson: Kaninchen ist sooo müde. Beltz Verlag, Weinheim 2000, ISBN 3-407-79262-X. (Originaltitel: Rabbit’s Nap)
- Julia Donaldson: Für Hund und Katz ist auch noch Platz. Beltz Verlag, Weinheim 2001, ISBN 3-407-79282-4. (Originaltitel: Room on the Broom)
- Julia Donaldson: Riese Rick macht sich schick. Beltz Verlag, Weinheim 2002, ISBN 3-407-79294-8. (Originaltitel: The Smartest Giant in Town)
- Julia Donaldson: Der Grüffelo. Beltz Verlag, Weinheim 2002, ISBN 3-407-79291-3. (Originaltitel: The Gruffalo)
- Axel Scheffler: Das Hausbuch der Narren und Schelme. Gerstenberg, Hildesheim, 2006, ISBN 3-8067-5090-4.
- Axel Scheffler: Freddy der Frosch. Beltz Verlag, Weinheim 2006, ISBN 3-407-79347-2. (Originaltitel: Freddy the Frog)
- Julia Donaldson: Das Grüffelokind: Vierfarbiges Papp-Bilderbuch. Beltz Verlag, Weinheim 2007, ISBN 978-3-407-79362-1. (Originaltitel: The Gruffalo’s Child)
- Julia Donaldson: Die Schnecke und der Buckelwal. Beltz Verlag, Weinheim 2007, ISBN 978-3-407-79357-7. (Originaltitel: The Snail and the Whale)
- Martine Oborne: Fritz Ferkel. Beltz Verlag, 2008, ISBN 978-3-407-79368-3. (Originaltitel: Hamilton’s Hat)
- Axel Scheffler: Über das Halten von Eichhörnchen: Ein Ratgeber. Verlagshaus Jacoby & Stuart, 2009, ISBN 978-3-941087-70-5.
- Ludwig Bechstein: Der Verdrüssliche. Verlagshaus Jacoby & Stuart, 2010, ISBN 978-3-941087-81-1.
- Julia Donaldson: Mein Haus ist zu eng und zu klein. Beltz Verlag, Weinheim 2010, ISBN 978-3-407-79302-7. (Originaltitel: A Squash and a Squeeze)
- Ian Whybrow: Wenn kleine Bären schlafen gehen: Pop-up-Bilderbuch. Beltz Verlag, Weinheim 2010, ISBN 978-3-407-79181-8.
- Axel Scheffler: Dschingel Dschangel Dschungel: Ein Zähl- und Puzzle-Buch. Beltz Verlag, Weinheim 2010, ISBN 978-3-407-79319-5. (Originaltitel: Jingle, Jangle, Jungle)
- Julia Donaldson: Zogg: Vierfarbiges Bilderbuch. Beltz Verlag, Weinheim 2010, ISBN 978-3-407-79422-2.
- Julia Donaldson: Räuber Ratte: Vierfarbiges Bilderbuch. Beltz Verlag, Weinheim 2011, ISBN 978-3-407-79447-5. (Originaltitel: The Highway Rat)
- Barbara Gelberg: Von Drachen und Mäusen: Die schönsten Vorlesegeschichten. Beltz Verlag, Weinheim 2011, ISBN 978-3-407-79937-1.
- 2012: Philip Ardagh (Text), Axel Scheffler (Illustration): The Grunts in Trouble, Verlag: Nosy Crow, ISBN 978-0-85763-069-8 (noch nicht in deutscher Übersetzung erschienen)
- 2012: Julia Donaldson (Text), Axel Scheffler (Illustration): Superwurm, Beltz & Gelberg, Weinheim 2012 ISBN 978-3-407-79472-7 (Originaltitel: Superworm)
- 2013: „Frau Hoppes erster Schultag“, 2013
- 2013: Axel Schefflers Mix Max mit lustigen Reimen, Text und Illustration: Axel Scheffler, Carlsen, Hamburg 2013, ISBN 978-3-551-51794-4.
- 2013: Meine Grüffelo-Freunde, Text: Julia Donaldson, Illustration: Axel Scheffler, Beltz & Gelberg, Weinheim 2013, ISBN 978-3-407-79529-8.
- 2016: In die Wälder gegangen, einen Löwen gefangen, Text Frantz Wittkamp, Beltz & Gelberg, Weinheim, ISBN 978-3-945709-24-5.
- 2018: Zippel, das wirklich wahre Schlossgespenst. Text: Alex Rühle. Illustration: Axel Scheffler, dtv, München, ISBN 978-3-423-76234-2.
- 2019: Die Perlendiebin, Text und Illustration: Axel Scheffler, mit Perlenstickereianleitungen von Rosa Scheffler Rowohlt Verlag, Hamburg 2019, ISBN 978-3-499-00130-7.

## Ausstellungen
- 2013: Grüffelo und Co – Kinderbuchillustrationen von Axel Scheffler im Wilhelm-Busch-Museum in Hannover
- 2019–2021: Der Grüffelo. Die Ausstellung im Historischen Museum der Pfalz in Speyer[11]
- 2022–2023: Der Grüffelo kommt zurück im Historischen Museum der Pfalz in Speyer[12]
- 2022–2023: Bilderwelten für Groß und Klein, Internationale Jugendbibliothek in München[13]
- 2024: Menschen, Tiere, Ungetüme. Illustrationen von Axel Scheffler & Briefumschläge an die Schwester, Museum Langes Tannen, Uetersen[14]

## Festivalteilnahmen
- 2011: Kinder- und Jugendprogramm des 11. internationalen literaturfestivals berlin
- 2011: harbourfront literaturfestival

## Auszeichnungen
- 2008: Buch des Monats der Akademie für Kinder- und Jugendliteratur im September für Von Drachen und Mäusen (Jurybegründung: „Diese Anthologie mit etwas ungewöhnlichen, gut ausgewählten Texten lebt von den originellen farbenfrohen Bildern Axel Schefflers. Ein gelungenes Hausbuch.“)[15]